# 8405 Asbolus
8405 Asbolus är en Centaur. Den upptäcktes av James V. Scotti och Robert Jedicke på Spacewatch vid Kitt Peak National Observatory den 28 mars, 1995. Den har även beteckningen 1995 GO.
Man tror att Asbolus är 66±4 kilometer i diameter. Man har aldrig lyckats ta en bild av Asbolus, men, år 1998, med hjälp av spektrumanalyser av dess sammansättning gjorda av Rymdteleskopet Hubble lyckades man hitta en ung nedslagskrater, mindre än tio miljoner år gammal. Centaurer är vanligtvis mörka till färgen, eftersom deras isiga yta har mörknat under långtidsexponering av solstrålning och solvind. Unga färska kratrar är däremot betydligt ljusare, eftersom is skjuts till ytan vid nedslaget.
Centaurer har sina omloppsbanor bland gasjättarna i det yttre av solsystemet. Detta gör att deras omloppsbana riskerar att påverkas av deras gravitation och kastas ur sina omloppsbanor. Den förväntade halva livslängden för Asbolus omloppsbana är cirka 860 000 år.

## Benämning
Namnet Asbolus (grekiska: den svarte) kommer från en kentaur som dödades av Herakles i den grekiska mytologin.